# سينر ميديا جروب
سينر ميديا جروب (بالتركية: Ciner Medya Grubu) هي مجموعة إعلامية تركية تأسست عام 2007م، وهي جزء من مجموعة سينر القابضة التركية. من بين الملكيات الأخرى، تمتلك المجموعة الإعلامية صحيفة خبر تورك، وتلفزيون خبر تورك وراديو خبر تورك، ومحطات التلفزيون شو تي في وشو ترك ومحطة شو ماكس. وهي تملك محطة تلفزيون بلومبرج خبر تورك. كما تنشر مجموعة من المجلات، بما في ذلك الطبعات التركية من المجلات الدولية مثل إف إتش إم.
من عام 2005 إلى عام 2007 كانت المجموعة تملك صحيفة صباح. تم الإستحواذ على الصحيفة من قبل الحكومة عن طريق صندوق تأمين الودائع الادخارية في تركيا، ومن عام 2005 إلى عام 2007 كانت المجموعة تملك محطة تلفزيون أي تي في التركية، وكانت تعمل في السابق على حد سواء بموجب ترخيص من مجموعة ميديا دينس بيلجين.
حصلت سينر على ملكية خبر تورك في عام 2007، وشو تي في في عام 2013.